# Bundesvorstand von Bündnis 90/Die Grünen
Der Bundesvorstand von Bündnis 90/Die Grünen (häufig auch als Bundesvorstand der Grünen bezeichnet) leitet die Partei Bündnis 90/Die Grünen. Er führt die Beschlüsse der Bundesdelegiertenkonferenz (Parteitag) und des Länderrats aus und verabschiedet selbst auch Beschlüsse zu wichtigen politischen Themen. Der Bundesvorstand beruft die Bundesdelegiertenkonferenz ein.

## Zusammensetzung

### Mitglieder
Laut der Bundessatzung der Grünen gehören dem Bundesvorstand folgende Mitglieder an, die alle zwei Jahre von der Bundesdelegiertenkonferenz gewählt werden:
- die beiden Bundesvorsitzenden,
- der Politische Bundesgeschäftsführer,[Anm. 1]
- der Bundesschatzmeister,
- die beiden stellvertretenden Bundesvorsitzenden.

Im Vergleich zu den Parteivorständen anderer Parteien wie denen der CDU, der CSU und der SPD ist der Bundesvorstand der Grünen mit seinen sechs Mitgliedern relativ klein und entspricht damit eher einem Parteipräsidium. In seiner Arbeit wird er vom Parteirat beraten, der hingegen aus 16 Mitgliedern besteht und somit eher dem üblichen Parteivorstand entspricht.
Aus der Mitte des Bundesvorstands wählt die Bundesdelegiertenkonferenz eine frauenpolitische Sprecherin (muss eine Frau sein), einen vielfaltspolitischen Sprecher sowie einen europäischen und internationalen Koordinator.

### Frauenquote
Der Bundesvorstand muss mindestens zur Hälfte aus Frauen bestehen. Zusätzlich muss unter den beiden Bundesvorsitzenden mindestens eine Frau sein.

### Unvereinbarkeiten
Dem Bundesvorstand dürfen satzungsgemäß höchstens zwei Bundestags-, Landtags- oder Europaabgeordnete angehören. Mit der Mitgliedschaft im Bundesvorstand sind folgende Ämter grundsätzlich unvereinbar: Vorsitzender der Bundestagsfraktion, Vorsitzender einer Landtagsfraktion, Vorsitzender der Fraktion im Europäischen Parlament, Mitglied der Bundesregierung, Mitglied einer Landesregierung, Mitglied der Europäischen Kommission.

## Mitglieder des aktuellen Bundesvorstands
| Name               | Funktion                             | Foto |
| ------------------ | ------------------------------------ | ---- |
| Felix Banaszak     | Bundesvorsitzender                   |      |
| Franziska Brantner | Bundesvorsitzende                    |      |
| Pegah Edalatian    | Politische Bundesgeschäftsführerin   |      |
| Manuela Rottmann   | Bundesschatzmeisterin                |      |
| Sven Giegold       | stellvertretender Bundesvorsitzender |      |
| Heiko Knopf        | stellvertretender Bundesvorsitzender |      |

## Liste der Bundesvorsitzenden
| Amtszeit                     | Bundesvorsitzende (bis 2001: Bundessprecher) |
| ---------------------------- | --- |
| 1979                         | Herbert Gruhl, August Haußleiter, Helmut Neddermeyer (geschäftsführende Sprecher der SPV Die Grünen)                                                            |
| 1980                         | August Haußleiter (nach dessen Rücktritt im Juni 1980: Dieter Burgmann), Petra Kelly, Norbert Mann                                                              |
| 1981–1982                    | Dieter Burgmann, Petra Kelly, Manon Maren-Grisebach |
| 1982–1983                    | Manon Maren-Grisebach, Wilhelm Knabe, Rainer Trampert |
| 1983–1984                    | Wilhelm Knabe, Rainer Trampert, Rebekka Schmidt |
| 1984–1987                    | Rainer Trampert, Lukas Beckmann, Jutta Ditfurth |
| 1987–1989                    | Jutta Ditfurth, Regina Michalik, Christian Schmidt (nach dem Rücktritt des Vorstandes im Dezember 1988 übernahm das Amt kommissarisch der Bundeshauptausschuss) |
| 1989–1990 (Grüne Partei DDR) | Marianne Dörfler, Carlo Jordan, Gerd Klötzer, Vollrad Kuhn, Henry Schramm, Christine Weiske (vorläufiger Sprecherrat)                                           |
| 1989–1990                    | Ralf Fücks, Ruth Hammerbacher, Verena Krieger |
| 1990 (Grüne Partei DDR)      | Judith Demba, Friedrich Heilmann, Viktor Leibrenz, Dorit Nessing-Stranz, Henry Schramm, Christine Weiske; Vera Wollenberger (Pressesprecherin)                  |
| 1990–1991                    | Renate Damus, Heide Rühle, Hans-Christian Ströbele |
| 1991–1993                    | Ludger Volmer, Christine Weiske |
| 1991–1993 (Bündnis 90)       | Marianne Birthler, Wolfgang Ullmann, Gerd Poppe, Werner Schulz, Katrin Göring-Eckardt, Christiane Ziller, Petra Morawe, Burghardt Brinksmeier, Uwe Lehmann      |
| 1993–1994                    | Marianne Birthler, Ludger Volmer |
| 1994–1996                    | Krista Sager, Jürgen Trittin |
| 1996–1998                    | Jürgen Trittin, Gunda Röstel |
| 1998–2000                    | Gunda Röstel, Antje Radcke |
| 2000–2001                    | Renate Künast, Fritz Kuhn |
| 2001–2002                    | Fritz Kuhn, Claudia Roth |
| 2002–2004                    | Angelika Beer, Reinhard Bütikofer |
| 2004–2008                    | Reinhard Bütikofer, Claudia Roth |
| 2008–2013                    | Claudia Roth, Cem Özdemir |
| 2013–2018                    | Cem Özdemir, Simone Peter |
| 2018–2022                    | Annalena Baerbock, Robert Habeck |
| 2022–2024                    | Ricarda Lang, Omid Nouripour |
| seit 2024                    | Felix Banaszak, Franziska Brantner |